# Kubai lombgébics
A kubai lombgébics (Vireo gundlachii) a madarak osztályának verébalakúak (Passeriformes) rendjébe és a lombgébicsfélék (Vireonidae) családja tartozó faj.

## Rendszerezése
A fajt Juan Lembeye kubai ornitológus írta le 1850-ben.

## Alfajai
- Vireo gundlachii gundlachii Lembeye, 1850
- Vireo gundlachii magnus Garrido, 1971
- Vireo gundlachii orientalis Todd, 1916
- Vireo gundlachii sanfelipensis Garrido, 1973[2]

## Előfordulása
Kuba területén honos. A természetes élőhelye szubtrópusi és trópusi síkvidéki esőerdők, lombhullató erdők és cserjések. Állandó nem vonuló faj.

## Megjelenése
Testhossza 13 centiméter, testtömege 11–15 gramm.

## Életmódja
Rovarokkal, gyümölcsökkel és kisebb gyíkokkal táplálkozik.

## Természetvédelmi helyzete
Nagy az elterjedési területe, a Természetvédelmi Világszövetség Vörös listáján nem fenyegetett kategóriájában szerepel.

## Külső hivatkozások
- Képek az interneten a fajról
- Xeno-canto